# .sa
.sa為沙地阿拉伯國家及地區頂級域（ccTLD）的域名。域名於1994 年 5 月 17 日啟用。人們可以通過通信和信息技术委员会下轄的SaudiNIC進行註冊。截至2013 年 12 月，已有31,604 个.sa域名被人註冊。

## 外部連結
- IANA .sa whois information（页面存档备份，存于）
- Internet Services Unit of - King Abdulaziz City for Science & Technology（页面存档备份，存于）
- .sa domain registration website（页面存档备份，存于）